# Данильянц, Иван Альбертович
Ива́н Альбе́ртович Данилья́нц (нем. Ivan Daniliants, рум. Ivan Danilianţ; род. 20 февраля 1953, Ашхабад, Туркменская ССР, СССР) — советский футболист, австрийский и молдавский тренер.

## Биография
В 1970—1974 годах окончил Туркменский государственный университет, факультет физвоспитания. В годы игровой карьеры был защитником. Начал играть в 1971 году в ашхабадском «Строителе».
В 1981—1983 годах получил диплом высшей школы тренеров при ГЦОЛИФК в Москве. В 1993 году получил подтверждение лицензии тренера «А» УЕФА.
В 1991—1994 — тренер детско-юношеской команды «Клагенфурт» (Австрия), в 1994—1997 — тренер сборной Австрии по Каринтии в возрастных категориях до 16 и до 18 лет.
В 1998—1999 — главный тренер сборной Молдавии. В 1999 снова в Австрии — спортивный директор клуба «Кернтен».
В 2000 — главный тренер клуба «Шериф» (Тирасполь). Однако в команде долго не задержался и снова уехал в Австрию, где в 2001—2006 работал спортивным директором клуба КАС.
В 2001 году получил государственный диплом тренера по детям и юношам. С 2001 года руководитель частной фирмы по консультациям футбольных клубов и федераций футбола в вопросах: управление учебно-тренировочном процессом и игрой, составление концепций развития футбольных клубов. В 2004 году получил диплом УЕФА «ПРО» лицензия с отличием. В 2006—2009 годах — директор департамента по образованию и лицензированию тренеров по программе УЕФА в Федерации футбола Молдавии.
С 2010 года — руководитель программы развития молодёжного футбола клуба «Рубин». После увольнения в конце 2013 года с поста главного тренера Курбана Бердыева, покинул клуб вместе с ним. В январе 2015 года присоединился к тренерскому штабу Курбана Бердыева, возглавившего ФК «Ростов».
9 сентября 2016 года был официально назначен на должность главного тренера ФК «Ростов» на время получения Дмитрием Кириченко лицензии PRO. В июне 2017 года вместе с Бердыевым перешёл из ФК «Ростов» в «Рубин». В сентябре 2017 года был переведён на должность руководителя программы развития молодёжного футбола.
В феврале 2020 года стал спортивным директором Федерации футбола Молдавии.
В 2022 году был ассистентом Бердыева в «Кайрате» и «Тракторе». В 2023 году — менеджер по спортивной части в «Родине» (команды игроков 2006—2013 годов рождения).

## Достижения
Ростов
- Серебряный призёр чемпионата России (1): 2015/16